# نمل حجري حقيقي
النمل الحجري الحقيقي (الاسم العلمي:†Eulithomyrmex) هو جنس منقرض من النمل يتبع القبيلة النملاوية العاضة من أسرة النملاوات الوحشية.